# 석류나무
석류나무(石榴－, Punica granatum, 영어: pomegranate)는 이란이 원산지로, 인도, 파키스탄 등 남아시아에서 주로 생산된다. 미국에서는 음료수의 원료로 많이 생산한다. 한국에서 기록상으로 榴(석류 류) 자는, 고려사 악지의 한림별곡 편에 "어류옥매(御榴玉梅)"에 처음 나오는 것으로 보아, 조선 초에 들어 온 것으로 추정된다.
낙엽소교목으로 높이는 3-5m 정도이다. 일반적으로 분지(分枝)가 많고, 잎은 마주나며 잎자루가 짧다. 꽃에는 양성화와 자성(雌性)이 퇴화된 수꽃이 있다. 꽃받침은 통모양이고 다육질이며, 5-7개로 갈라진다. 꽃잎은 5장이고 주홍색을 기본으로 하며 그 밖에 흰색, 붉은핵에 흰색의 어루러기가 진 것, 등황색 등이 있다. 열매는 꽃턱이 발달한 것으로 거의 공모양이고, 끝에 꽃받침열편이 있다. 열매껍질은 두껍고 속에는 얇은 격막으로 칸막이가 된 6개의 자실이 있고, 다수의 종자가 격막을 따라 배열되어 있다. 익은 과실의 열매껍질은 황백색 또는 자홍색이며, 불규칙하게 벌어지고 속에는 즙이 많은 흰색·담홍색 또는 분홍색의 종자가 들어 있다. 종자는 새콤달콤한 특수한 풍미가 있어 생식하고, 청량음료의 재료로도 사용된다. 차로 먹을 때는 꽃과 과실껍질만을 쓴다.
꽃이 아름답고 열매가 익어서 터지는 모양도 아름답기 때문에 관상용으로도 재배한다. 추위에 약하여 중부지방에서는 경제적 생장이 안되며, 전북특별자치도·경상북도 이하의 지방에서만 야생 월동이 가능하다. 토심이 깊고 배수가 잘 되며 비옥한 양지에서 잘 자라고 결실이 잘 된다. 꺾꽂이·휘묻이·포기나누기 등으로 번식시킨다. 줄기·가지·뿌리의 껍질은 구충제로 쓰이고, 열매껍질은 만성세균성 설사, 혈변, 탈항, 요충병 등에 효능이 있다.
석류는 안에 많은 종자가 들어 있기 때문에 예로부터 다산의 상징이었다. 혼례복인 활옷이나 원삼의 문양에는 포도문양과 석류문양·동자문양이 많이 보이는데, 이것은 포도·석류가 열매를 많이 맺는 것처럼 자손을 많이 낳고 특히 아들을 많이 낳으라는 기복적 뜻이 담긴 것이다. 이와 같은 의미에서 혼례복뿐 아니라 기복적 의미가 강한 민화의 소재로도 자주 등장한다.

## 어원
pomegranate의 어원은 중세 라틴어이며 apple(사과)를 의미하는 pōmum과 seeded(씨가 있는)을 뜻하는 grānātum에서 파생되었다. 과일을 의미하는 고대 프랑스어 pomme-grenade에서 어간을 따왔다. 초기 영어에서 석류 나무는 apple of Grenada(그레나다의 사과)로 알려졌다. 이 단어의 어원은 아랍어에서 유래된 라틴어 granatus인데 스페인의 도시 그라나다와 혼동한 것이다.
석류석(garnet)은 고대 프랑스어 grenat에서 파생되었는데 짙은 적색(of a dark red color)을 의미하는 중세 라틴어 granatum에서 음위전환(metathesis)된 것이다.

## 개요
6 ~ 10m (20 ~ 33ft) 높이의 관목이나 작은 나무로 석류 나무는 여러 가지 가지가 있으며 수명이 길며 200년 동안 프랑스에서 견본이 남아 있다. P. granatum 잎은 마주 나고 반대편이며 광택이 있고 좁은 타원형이다. 길이 3 ~ 7 cm (1.2 ~ 2.8 in), 폭 2 cm (0.79 in)이다. 꽃은 선홍색이고 지름 3cm (1.2in)이고 꽃잎은 3 ~ 7 개이다. 어떤 과일없는 품종은 꽃만으로 재배된다.

### 과일, 종자 및 씨앗
붉은 보라색의 석류 열매 껍질은 두 개의 부분으로 나뉘어 있는데, 바깥 쪽의 단단한 과피와 내부에 부드러운 중세포 (흰색 알베도)가 있는데, 이는 아치가 붙어있는 과일 내벽으로 구성되어있다. 과즙을 함유하고있는 종유석은 씨앗의 표피 세포에서 유래 된 얇은 막으로 형성된다. 석류에서 씨앗의 수는 200에서 약 1,400까지 다양하다.
식물성으로, 식용 과일은 단 하나 꽃의 난소에서 생성 된 씨와 과육을 가진 장과이다. 열매는 레몬과 자몽 사이의 중간 크기이며, 둥근 모양과 두껍고 붉은 껍질이있는 직경 5-12cm (2 ~ 5in)이다.
성숙한 과일에서 종과 종자를 압축하여 얻은 과즙은 pH가 낮고 (4.4) 폴리 페놀 함량이 높기 때문에 신맛이 난다. 직물에 빨간색 지워지지 않는 얼룩이 생길 수 있다. 주로 석류 과즙의 색소 침착은 안토시아닌과 엘라지탄닌의 존재에 기인한다.

## 경작

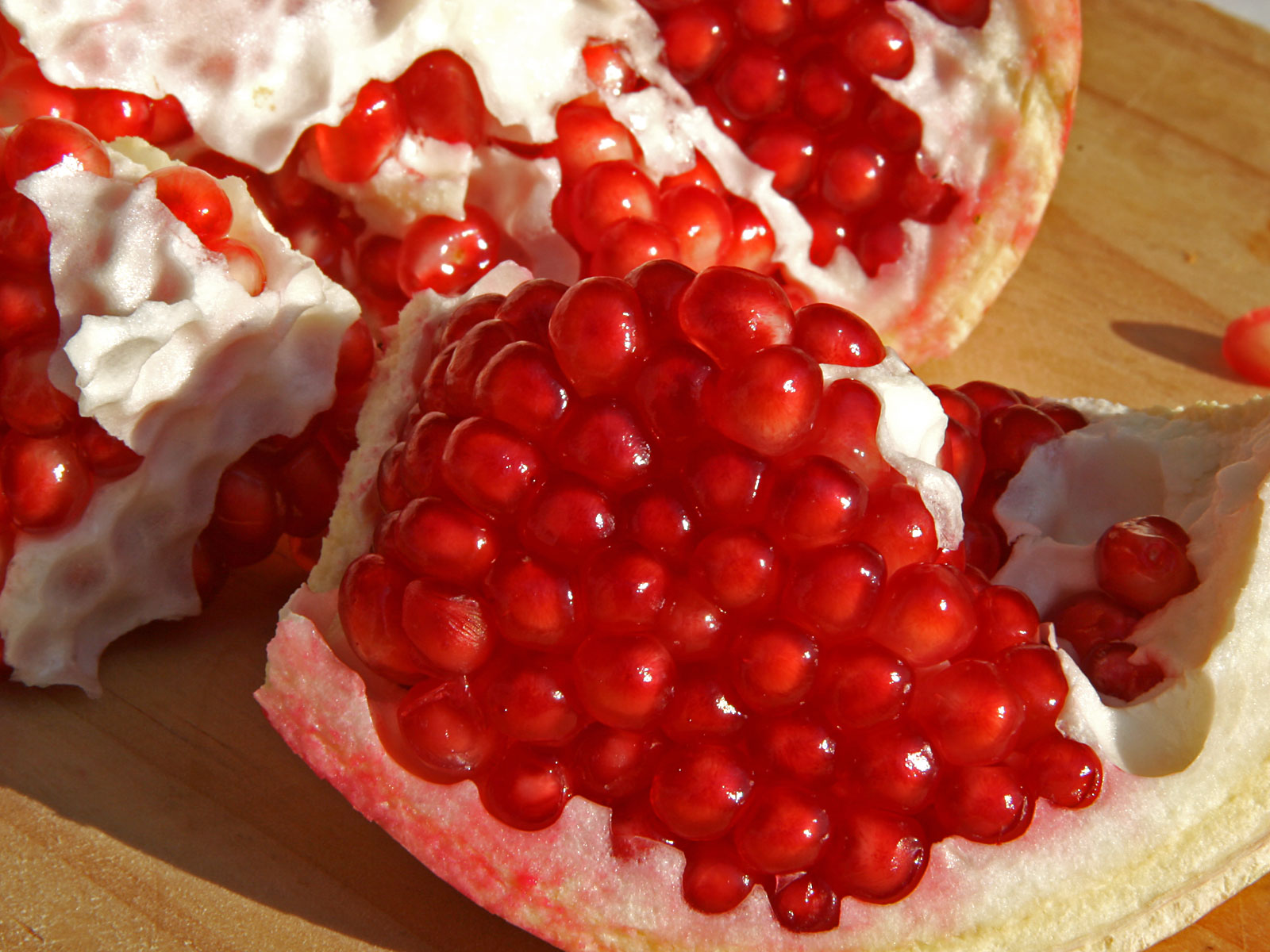
완전히 익은 석류

석류는 과일 작물 및 공원과 정원의 관상용 나무 및 관목으로 재배된다. 성숙한 표본은 꼬인 조각 모양 - 나무 껍질 여러 줄기와 독특한 전체적인 형태를 개발할 수 있다. 석류는 가뭄에 강하며, 지중해 겨울 강우량 기후 또는 여름 강수량 기후로 건조한 지역에서 자랄 수 있다. 더 습한 지역에서는 곰팡이 병의 뿌리 부패가 일어날 수 있다. 그것들은 약 -12 ° C (10 ° F)까지 적당한 서리를 견딜 수 있다.
석류의 해충은 석류 나비와 잎발 벌레를 포함 할 수 있으며, 초파리와 개미는 익은 열매를 먹으려 할 수 있다. 석류는 종자에서 쉽게 자라지 만 모종의 유전 적 다양성을 피하기 위해 일반적으로 25 ~ 50cm (10 ~ 20in)의 경목 절단에서 전파된다. 공기 층은 또한 전파의 선택이지만, 접목은 불가능하다.

### 종류
석류는 정원과 큰 용기에 관상용 식물로 심어지고 분재 표본 나무로 사용된다. 석류는 확실한 기원을 가진 야생 식물이다. 석류는 'Royal Horticultural Society'의 'Garden Merit' 상을 수상했다.석류과의 유일한 다른 종은' 소코트란(Socotran) 석류로, 이는 아코 라 해에 위치한 4 개의 섬으로 이루어진 소코르탄S(ocotraan) 군도의 특유의 섬에서 자라며, 그 군도 중 가장 큰 섬은 소코트라(Socotra)라고도 불린다. 이 군도는 예멘의 일부다. 소코트란(Socotran)석류는 분홍 (적색이 아닌) 꽃과 작고 덜 달콤한 과일을 가졌으며 석류와 다르다.

### 재배품종
석류는 500 종 이상의 품종을 가지고 있지만 동일한 유전자형의 석류들이 세계 여러 지역에서 다르게 명명되어 상당한 동의어를 가지고 있다.
석류의 몇 가지 특성은 식별, 소비자 선호, 선호하는 사용 및 마케팅, 가장 중요한 과일 크기, 외피 색상 (분홍색과 빨강으로 가장 일반적인 보라색, 보라색에 이르기까지), 종자 코트 색상 (범위 흰색에서 빨간색으로), 종자의 경도, 성숙, 주스 함량과 산도, 단맛 등이다.

## 성분

### 과육
석류 주스에서 가장 풍부한 식물 화학 물질은 폴리페놀이며, '엘라지타닌스(ellagitannins)'라고 불리는 가수분해 가능한 탄닌을 포함한다. '앨러직 산(ellagic acid)' 또는 '갈릭 산(gallic acid)'이 탄수화물과 결합하여 석류 '엘라지타닌스(ellagitannins)' 또는 '퍼니칼진스(punicalagins)'라고도 하는 성분을 형성한다.